# Internes Audit

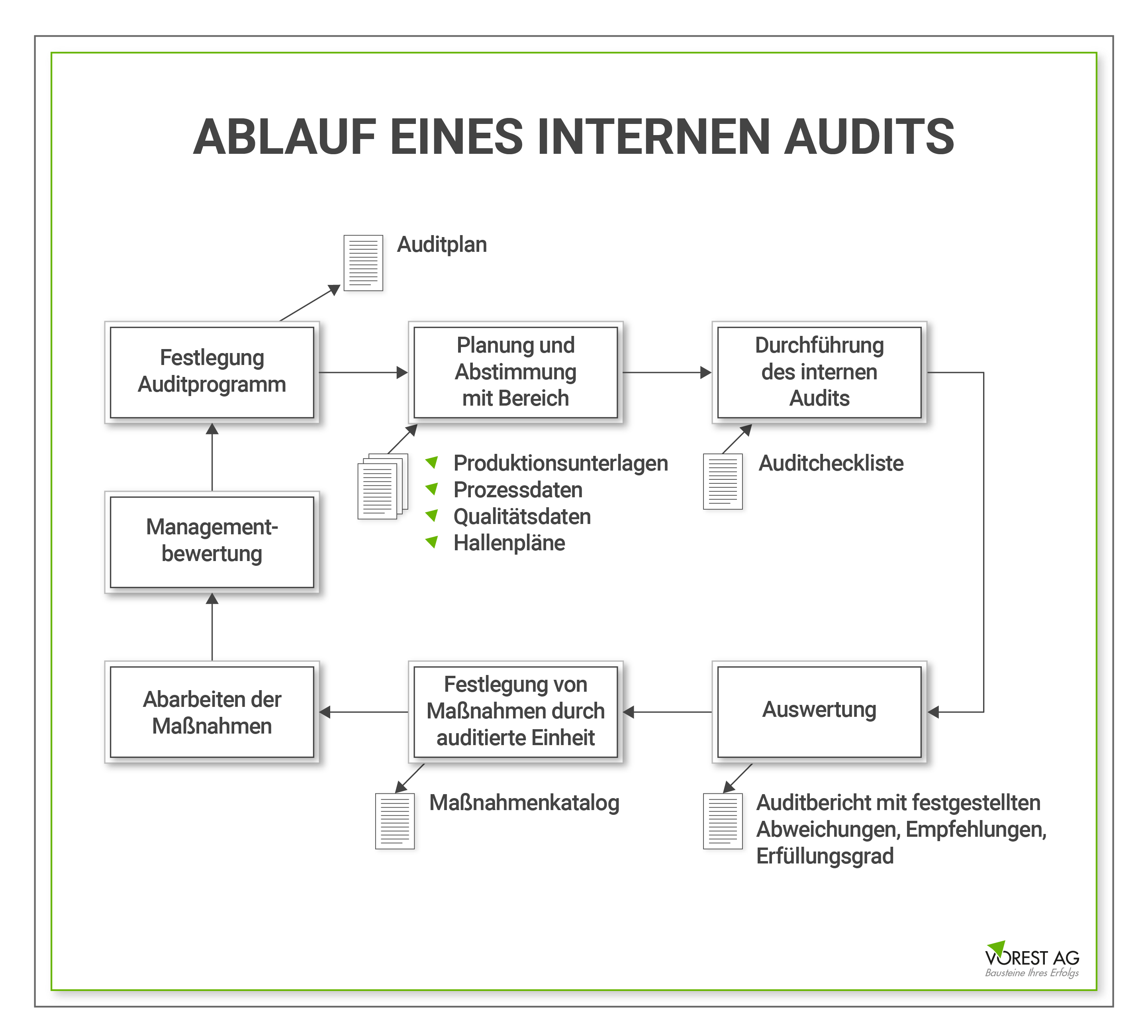
Der Ablauf eines internen Audits und relevante Dokumente

Das interne Audit (auch 1st Party Audit) ist eine Sonderform des Audits im Bereich der Managementsysteme, bei welchem dieses von einem Mitarbeiter der Organisation durchgeführt wird. Einen Leitfaden zur Planung, Durchführung und Nachbereitung interner Audits stellt die ISO 19011 dar.

## Bedeutung
Das Wort „Audit“ stammt ursprünglich aus dem Lateinischen (lat. audire = zuhören). Im Zusammenhang interner Audits lässt sich dessen Bedeutung am besten aus dem Englischen ableiten (eng. audit = Betriebsprüfung). Das interne Audit ist also eine Selbstprüfung des Managementsystems. In der ISO 9000-Reihe ist ein Audit außerdem definiert als ein systematischer, unabhängiger und dokumentierter Prozess zur Erlangung von Auditnachweisen und zu deren objektiver Auswertung, um zu ermitteln, inwieweit die Auditkriterien erfüllt sind.

## Ablauf eines internen Audits
Der Ablauf eines internen Audits sowie die damit verbundenen Aufgaben und Dokumente sind in den ISO-Leitlinien ISO 19011 „Guidelines for Auditing Management Systems“ bzw.(deutschsprachig) in der DIN-Norm DIN EN ISO 19011 „Leitfaden zur Auditierung von Managementsystemen“ festgelegt. Demnach wird der Ablauf eines Audits in folgende Schritte unterteilt:

### Festlegung des Auditprogramms
Im Auditprogramm wird die Anzahl und der Umfang eines oder mehrerer Audits, welche über einen bestimmten Zeitraum durchgeführt werden sollen, festgelegt. Dabei werden unter anderem die Rollen der einzelnen Verantwortlichen, die zu auditierende Organisationseinheit sowie Ort und Zeitpunkt des Audits festgelegt.

### Umsetzung des Auditprogramms
Die oberste Leitung genehmigt das Auditprogramm und informiert die betroffenen Bereiche. Das Auditteam wird ausgewählt und das Auditprogramm wird bewertet sowie verbessert. Außerdem wird das Auditprogramm kontinuierlich überwacht.

### Veranlassen des Audits
Nachdem alle beteiligten Personen informiert wurden, werden die notwendigen Bedingungen für die Durchführbarkeit des Audits geschaffen.

### Vorbereiten der Audittätigkeiten
Im nächsten Schritt der Planung erstellen die meisten Unternehmen einen Auditplan, was meistens durch den internen Auditor realisiert wird. Dieser sollte zumindest Angaben zu den Prozessen, Prozessverantwortlichen, Auditoren, der Dauer, dem Ort und den relevanten Normvorgaben enthalten. Der Auditor spricht mit dem zu auditierenden Bereich unter anderem eine Agenda und relevante Dokumente für das angesetzte Audit ab. Ebenfalls erstellt der Auditor als Vorbereitung eine Auditcheckliste auf Basis verschiedener Auditkriterien.

### Ausführen der Audittätigkeiten
Das Audit beginnt mit einem Eröffnungsgespräch, in welchem sich die einzelnen Parteien vorstellen und den Auditplan erneut abstimmen. Anschließend wird das eigentliche Audit durchgeführt, wobei der Auditor schrittweise vorgeht und schließlich Konformitäten und Nichtkonformitäten darlegt. Letztere werden als Abweichungsnotiz beschrieben und mit der Leitung abgestimmt. Abschließend findet ein Abschlussgespräch statt, in welchem ein Fazit gezogen wird.

### Erstellen und Verteilen des Auditberichts
Im Anschluss an das eigentliche Audit erfolgt die Erstellung des Auditberichts. Dieser sollte unter anderem die Zielsetzung des Audits, Auditumfang, Auditkriterien, Auditfeststellungen sowie Auditschlussfolgerungen enthalten. Anschließend wird der Auditbericht an alle im Auditverfahren bezeichneten Empfänger verteilt.

### Abschließen des Audits
Aus den im Audit festgestellten Abweichungen werden durch den auditierten Bereich Korrekturmaßnahmen abgeleitet und definiert. Dieser Maßnahmenkatalog wird mit der obersten Leitung abgestimmt und anschließend umgesetzt. Die aus dem Audit gezogenen Schlüsse sollten zudem in den kontinuierlichen Verbesserungsprozess des Managementsystems einfließen.

### Durchführen von Auditfolgemaßnahmen
Die Wirksamkeit der durchgeführten Korrekturmaßnahmen wird laufend überwacht und verifiziert. Oft wird ebenfalls eine Auswertung der Wirksamkeit des internen Audits im Zuge der Managementbewertung vorgestellt. Hier können ebenfalls wieder Maßnahmen abgeleitet werden, welche dann in das Auditprogramm mit einfließen. Da diese Aktivitäten nach dem „Abschließen des Audits“ folgen, werden sie häufig als nicht zum Audit gehörend angesehen.

## Gesprächsführung im Audit
Die richtige Kommunikationsstrategie ist für einen effizienten Auditablauf maßgeblich wichtig. Dies wird in der Regel vor allem durch die im Audit gestellten Fragen bestimmt. Dabei wird das Audit durch einen strategischen Einstieg eröffnet, bei welchem beispielsweise die gesetzten Ziele hinterfragt werden. Im Anschluss folgt der Hauptteil mit einer dreigeteilten Fragensystematik, welche folgende Arten von Fragen vorsieht:
1. Fragen zum Prozess-Umfeld
2. Strategiespezifische Fragen
3. Fragen zur Normkonformität

Den strategischen Ausstieg des Audits bildet schließlich erneut eine Frage, beispielsweise durch das Erfragen, welche Dinge in einem Jahr anders sein werden. Insgesamt sollten im Audit gestellte Fragen möglichst offen gestellt werden, damit so viele Informationen wie möglich erhalten werden. Falls beispielsweise eine Entscheidung getroffen werden soll, machen allerdings meistens geschlossene Fragen mehr Sinn.

## Ziele interner Audits
Das primäre Ziel eines internen Audits ist es, Nichtkonformitäten bzw. Handlungsbedarf innerhalb der Organisation aufzudecken und diesen nachhaltig entgegenzuwirken. Dadurch wird die Qualität der Produkte oder Dienstleistungen kontinuierlich verbessert und damit ebenso die Kundenzufriedenheit. Weitere Ziele sind zudem:
- Selbstprüfung, ob das Managementsystem die Normanforderungen erfüllt
- Prüfung, ob vom Unternehmen selbst festgelegte Anforderungen erfüllt werden
- Prüfung der Wirksamkeit des Managementsystems
- Kontinuierliche Verbesserung vorantreiben
- Verbesserung durch Wissenstransfer und Finden optimaler Lösungen